# Annette Thychosen
Annette Thychosen (* 30. August 1968) ist eine ehemalige dänische Fußballspielerin.

## Karriere
Thychosen spielte im Seniorinnenbereich ausschließlich für die in Vejle ansässige Frauenfußballmannschaft des Vejle BK. Während ihrer Vereinszugehörigkeit, ihr Verein gehörte von 1988 bis 1997 der Elitedivision, der seinerzeit höchsten Spielklasse an, bestritt sie 234 Spiele.
Für die A-Nationalmannschaft kam sie in sieben Jahren in 46 Länderspielen zum Einsatz, in denen sie 13 Tore erzielte. Ihr Debüt erfolgte am 15. Oktober 1988 in Odense bei der 1:5-Niederlage im Hinspiel des Qualifikationsviertelfinales für die Europameisterschaft 1989 gegen die Nationalmannschaft Schwedens. Im Rückspiel am 26. Oktober 1988 beim 1:1-Unentschieden in Borås wurde sie ebenfalls eingesetzt. Bis ins Jahr 1994 folgten 13 weitere EM-Qualifikationsspiele.
Ab dem Jahr 1989 bestritt sie vier ihrer insgesamt zehn Freundschaftsländerspiele, in denen ihr drei Tore gelangen. Sie nahm mit ihrer Mannschaft am Turnier um den „Open Nordic Cup“, der als Alternative zum Turnier um die (seit 1982 nicht mehr durchgeführte) Nordische Meisterschaft ausgetragen wurde, teil. Von 1990 bis 1993, zunächst in Agia Napa auf Zypern, anschließend in Tróia (Portugal), Paralimni und erneut in Agia Napa (jeweils auf Zypern), bestritt sie insgesamt zwölf Länderspiele, in denen ihr ebenfalls drei Tore gelangen. Zudem kam sie im Turnier um den Algarve-Cup 1994 im letzten Spiel der Gruppe B bei der 1:6-Niederlage gegen die Nationalmannschaft Norwegens am 18. März in Albufeira und im abschließenden Spiel um Platz 3 bei der 0:1-Niederlage gegen die Nationalmannschaft Schwedens am 20. März in Loulé zum Einsatz.
Höhepunkte ihrer Länderspielkarriere dürften ihre Teilnahmen an den Finalrunden der Europameisterschaft 1991 und 1993 (insgesamt vier Turnierspiele) sowie die erstmalige Teilnahme an der Weltmeisterschaft 1991 gewesen sein. In diesem Turnier bestritt sie das erste und dritte Spiel der Gruppe A sowie das mit 1:2 verlorene Viertelfinale gegen die Nationalmannschaft Deutschlands am 24. November 1991 in Zhongshan. 

## Erfolge
- Dritter Europameisterschaft 1991, 1993